# مدغشقر: الهروب إلى إفريقيا
مدغشقر:الهروب إلى أفريقيا (بالإنجليزية: Madagascar: Escape 2 Africa) هو فيلم كرتوني مرسوم بالكمبيوتر أنتجته دريم ووركس يعتبر الفيلم الجزء الثاني من كارتون مدغشقر. عرض الفيلم في دور العرض في 7 نوفمبر 2008، أما إصدار ال DVD فتم نشره في 6 فبراير 2009. كما في الجزء الأول أبطال الفيلم هم أربعة حيوانات: الأسد أليكس بين ستيلير، الحمار الوحشي مارتي كريس روك، الزرافة ميلمين ديفيد شويمير، وفرس النهر غلوريا جادا بينكيت سميث، وأضيفت بعض الشخصيات الجديدة منها الأسد زوبا والد أليكس بيرني ماك والأسد المتعطش للسلطة ماكونجا ألك بالدوين.

## القصة
عندما يحاول اليكس الرجوع إلى نيويورك بعد أن تغلب على طبيعته المفترسة كما حصل في الجزء الأول انظر(مدغشقر (فيلم)) بوساطة الطائرة التي صنعتها جماعة البطريق والمفاجئة هي عندما ينتهي الوقود ويسقطون في محمية في أفريقيا ويلتقي بعائلته ثم تأتي مراسم حق العبور ثم يحاول ماكونجا خداع أليكس بالصراع مع أحد الأسود وهو تسي تسي لإثبات نسبه الملكي والفوز بلقب الأسد ألفا.. وعندما يفشل أليكس في الفوز بالمعركة نظرا لأنه كان راقصا في حديقة نيويورك.. يتم طرده وفي هذه الأحيان يتشاجر هو مع صديقه مارتي الحمار الوحشي لأنه لم يستطع التفريق بينه وحمار وحشي آخر ويكون ميلمان الزرافة انتخب ليكون الطبيب الساحر الجديد وتقول له زرافة أخرى عن مرض الطبيب الساحر وانه سيموت بعد يومان. وتحاول جماعة البطريق إصلاح الطائرة بوساطة سرقة السيارة السياحية التي كان على متنها العجوز المجنونة التي يمكنها قتل أسد ثم تبني هذه العجوز سد هي وزملائها في السيارة ويتسبب هذا السد بجفاف مياه المحمية وثم يعتد ان التضحية ستحل المشكلة.أما عن اليكس فذهب ليدمر السد ويتصالح مع مارتي وبعد أن امسكت به العجوز هرب مارتي وأوقف التضحية بميلمان وطلب الطائرة لإنقاذ صديقه ثم بعد تدمير السد اعطى اليكس ماكونجا حقيبة العجوز ثم حررو العجوز وهجمت على ماكونجا لإستعادة حقيبتها

## وصلات خارجية
- مدغشقر: الهروب إلى إفريقيا على موقع IMDb (الإنجليزية)
- مدغشقر: الهروب إلى إفريقيا على موقع ميتاكريتيك (الإنجليزية)
- مدغشقر: الهروب إلى إفريقيا على موقع روتن توميتوز (الإنجليزية)
- مدغشقر: الهروب إلى إفريقيا على موقع نتفليكس (الإنجليزية)
- مدغشقر: الهروب إلى إفريقيا على موقع ألو سيني (الفرنسية)
- مدغشقر: الهروب إلى إفريقيا على موقع Turner Classic Movies (الإنجليزية)
- مدغشقر: الهروب إلى إفريقيا على موقع أول موفي (الإنجليزية)
- مدغشقر: الهروب إلى إفريقيا على موقع بوكس أوفيس موجو (الإنجليزية)
- مدغشقر: الهروب إلى إفريقيا على موقع فيلمافينيتي (الإسبانية)
- مدغشقر: الهروب إلى إفريقيا على موقع قاعدة بيانات الأفلام السويدية (السويدية)

1. ↑  مذكور في: قاعدة بيانات الأفلام على الإنترنت. مُعرِّف قاعدة بيانات الأفلام على الإنترنت (IMDb): tt0479952. لغة العمل أو لغة الاسم: الإنجليزية.
2. ↑  "معلومات عن مدغشقر: الهروب إلى أفريقيا على موقع allocine.fr". allocine.fr. مؤرشف من الأصل في 2019-06-26.
3. ↑  "معلومات عن مدغشقر: الهروب إلى أفريقيا على موقع iszdb.hu". iszdb.hu. مؤرشف من الأصل في 2019-12-13.
4. ↑  "معلومات عن مدغشقر: الهروب إلى أفريقيا على موقع kinopoisk.ru". kinopoisk.ru. مؤرشف من الأصل في 2017-08-02.